# ドキュンサーガ
『ドキュンサーガ』は、いとまんによる日本の漫画作品。『ComicWalker』（KADOKAWA）にて、2021年1月13日から連載を開始し、2021年7月16日より『WebComicアパンダ』（同）に移籍して連載中。
『新都社』の「少年VIP」ならびにいとまんの個人サイトにWebコミックとして掲載され、のちに商業版として『ComicWalker』へ移籍したファンタジー漫画。
キャッチフレーズは「ひとりの魔王が綴る復讐と破滅の叙事詩」。

## あらすじ
剣や魔法が幅を利かせていた時代のある日、王都ザイダーマの国王チャン・ウーピンに魔王討伐の依頼をされた勇者モッコスは、横暴極まる態度ながらもそれを引き受け、魔王とその眷族が住まう島へ船を進める。その後モッコスは魔王配下のモンスターや四天王を難なく打ち破るが、目的である魔王には激戦の末に敗れてしまう。しかし、魔王は自らを討伐に来たモッコスに対して処刑ではなく治療を施し、目を覚ましたモッコスに900年以上に渡る魔族の起源について真実を伝え始める。

## 登場人物

### 主要人物
勇者モッコス/エドワード ハインリッヒ（自称）
勇者バッカスの息子。典型的なチンピラ然とした風体の人物だが、四天王を一蹴する圧倒的な肉体・魔力に加え、魔力が尽きない限り肉体を自動再生させる能力を持ち、誰に対しても傲岸不遜暴虐無尽に振る舞う人物。一方で舎弟の頼みは一応聞き、一対一の戦いに水を差されることを嫌うなど、不良としての気骨はある。幼少期から高すぎる能力故に周囲から孤立した上、退屈しきって愚連隊「円卓飢死團」を率いて暴虐の限りを尽くし、ついには王命を受けた父から討伐されるもこれを返り討ちにして殺害した。本編開始時には愚連隊にも飽きて後ろ盾を放棄し、地方に領地を与えられて隔離されていたが、魔王討伐の為に王都に召喚される。謁見の場で自国の王であろうと遠慮なく暴力を振るっていたが、魔王の強さを聞いて興味を示し、討伐に向かうこととなる。
魔王（まおう）/山田 真央（やまだ まお）
見た目はエルフのように耳が尖っており、10代前半の少女の姿をした人物だが、勇者モッコスを圧倒する力を持ち、実年齢は900歳を越え魔族と呼ばれる存在を束ねる人物。現在の世界が形成されるに至った過程を知る人物であり、商業版第5話（Web版9話）からは彼女の独白といった形で魔族の起源、そして人類との抗争を経て魔王に至った軌跡が語られる。
能力は「魔力の物質化」で大量の武器や兵器を創り自在に操る。ステーシーの強靭な肉体に唯一傷をつけられた程の強度を誇る上、その武器を分解・回収することで再利用でき魔力切れを起こさない。導線の感知・操作能力を持っており、不意打ちも悉く無力化できる無敵の戦闘力を持つ。
リーパー/ギデオン・クリーパー
大戦時代に米軍の対異形特殊部隊隊長を務め、真央達と戦った新人類の一人。当時の米軍最強の新人類としての力に加え、真央と同じく導線の感知・操作能力を持っている。当時の真央と同等クラスの4人を含めた5桁に及ぶ異形を葬っており、明日香の予知で防がれた未来では真央の殺害に一度成功しているほどの実力者。真央達第一世代の異形をして「最強の米兵」「マジやベー奴」と称され、桐生からは宿敵と認定されていた。真央曰く最後の戦いで取り逃がしたとのことで消息不明だったが、ある人物の肉体を乗っ取るかたちで現代に復活する。所持する再現武器は「ノクチルカ」。

### 異形
現在では魔族と呼ばれる。計算式（呪文）で表せない固有の能力を持つ種族。姿形の幅は大きく、人間と変わらない外見の者も居るがあくまで上記のような人にない能力を持っていれば異形である。また、外見や能力は遺伝し、例え人とのハーフであっても子は異形となる。かつては人類から差別され懸賞金をかけられる程になったが（異形狩り）、真央を中心として結束し人類との戦いに挑むこととなる。

#### 幹部
異形の中でも際立った能力を持ち、900年前の人類との戦争で活躍した者たち。大半は真央と同様に転生機という機械で延命を行い人類との戦いに備えていたが…
五木（いつき）
頭に触角、右目に三つの瞳孔を持つ異形の女性。あだ名はいっきー。藪内と二人で異形狩りに追われる日々を送っていたが真央に助けられ、以降は真央と共に各地の異形を助けていくことになる。このため真央にとっては藪内と共に家族に等しい存在。（素顔を見られた場合と限定的であるが）極度のあがり症であり、親しい間柄以外では顔隠しのガスマスクをつけている場面が多い。能力は「バリア生成」で真央の能力や最強の肉体を持つとされるステーシーでも突破に数分かかる程の強度を持つ。真央とは恋人関係であったが、永い年月を生き続けて疲弊した真央を見かね、後述のメンザ作成の自殺薬を渡し共に逝こうと誘った。真央はやり残したことがあると彼女から薬を奪ったが、それは偽物で既に自殺薬を服用していた。それでも真央の決意が揺るがないことを知ると、最期の思い出作りと明一杯残った時間を共に過ごし、真央への愛を伝えながら藪内たちの墓前で真央の腕の中で息絶える。
藪内（やぶうち）
頭に4本の触手と触角状の目を持つ異形の男性。あだ名はヤブ。五木とは幼いころに見世物小屋で出会い、以降行動を共にしていたようだ。後に同じく幹部の明日香と結婚するが、転生の最中に16人もの子供を設けるに至り、それが元である悲劇を起こすこととなる。現在の四天王であるキョウトメガネンは彼の子孫にあたる。能力は「千切った触手で挿した相手を生物・無生物問わず操る」というものである。しかし、生物に挿した場合は藪が操るというよりは対象が元来の意識を活かした行動をしており、洗脳的な能力になっている。数百年ほど真央達と共に生き続けていたが、子供たちとの悲しい死別を切っ掛けに転生を止めて天寿を全うする。
日村（ひむら）
鳥の顔を持つ異形の男性。幹部の中でも一際粗暴な存在でステーシーとは犬猿の仲。承認欲求が強く、同時に人間の文化に対しては極度に排他的であり、後の世代で作られる人間文化に排他的な東の異形達の先駆的な思考を持っていた。その為に人間文化の焚書を行おうとして反発した若者たちからデモを起こされ、これに苛立つ中に家族にも非難されたことに激昂し、勢い余って妻を殺してしまう。これによって息子や仲間に見損なわれて完全に自暴自棄になり、若者たちを殺そうとして、ステイシーの手で粛清された。現在の四天王であるケンタッキーは彼の子孫にあたる。能力は「肉体の炎化」で、5秒のタメを必要とするが五木のバリアを数秒で破壊する程の力が得られる。また炎化している間は一切の攻撃が無効になる攻防共に優れた能力。仮に後の世代まで生き残っていれば神聖日村帝国という東の異形達のメッカのようなものを築いていたらしい。
桐生（きりゅう）
三つの目を持つ異形の男性。異形狩りで捕獲されていた頃に拷問から右腕を失っており、それが元で人間には一段と憎悪を募らせている。同時に自身が滅ぼすべき宿敵として生きがいとなっていた。人類との決戦を夢見、転生と冷凍睡眠で命をつないでいたが人類の凋落を目の当たりにし…。能力は「酸性雨」で、町一つを丸ごと溶かす程の酸性雨を放つ。真央の能力に比べると精密な動作はできないようだが人一人だけを溶かすなどある程度範囲を調整することはできる。
中村 明日香（なかむら あすか）
大きな一つ目を持つ異形の女性。藪内の妻。同世代の異形の中では珍しく親から下の名前を貰っている。子供の存在を生きがいとしており、長い転生生活の中で藪との間に多くの子供を設けた。現代のキョウトメガネンは彼女の子孫にあたるが、ザイダーマの預言者姉妹との関係もほのめかされている。能力は「未来予知」で、マーキングした対象人物の15分先の未来を見ることができる。これによって人類側の暗殺作戦や奇襲作戦を全て無力化し、異形勝利最大の立役者となった。厳格に時間の制約がある彼女の能力によって転生機の欠陥が判明することとなる。
飛（フェイ）
黒い不定形の体と全身に無数の目を持つ異形の男性。思慮深い性格で異形の中心となって統治に努める。異形から生み出される文化を楽しむことを夢見ている。能力は「空間移動」で、自身が行ったことのある場所の空間を繋ぎ瞬間移動することができる。移動は他者も可能であり、放射性物質で汚染される地上から多くの異形を救い出した。白兵戦では無敵のように感じられるが、ある程度以上の者なら空間移動の気配を察知することができ、対処は可能らしい。
メンザ
大きな脳みそと触手状の体を持つ異形の男性。異形たちの頭脳兼開発担当であり、たった一人であらゆるインフラからシェルターまで作り上げた。能力は「高知能」で、その名の通り圧倒的な知性を誇り、人類の天才でも何十年とかかる計算問題を一瞬で解けるほどである。次世代の弱体化問題に対し、強い幹部が生き続け守るという解決策を考え転生機を完成させるが、これが物語の根幹となっていくことになる。転生機の欠陥が発覚した後は自身の劣化に耐え切れなくなり、自身が作成した蘇生不可の安楽死が出来る薬を飲んで自殺したが、没するまでに地下と地上に考えうる限りの備えと実質的に自身のコピーであるMNZ02を遺していった。なお、彼だけは能力が頭脳と直結していたため転生機による能力劣化の影響が感情面にも出てしまった。
アリバタ
泡が集まったような体を持つ異形の男性。異形が強い見た目とは裏腹に温和な性格である。能力は「触れた物の増殖」で、異形全体の生活環境に大きく貢献した。まともな教育を受けていない者が多い異形としては非常に珍しく、真っ当な倫理観を有しているが、これは彼の出身である新興宗教団体が彼の能力に希望を見出し「神の子」として教育を施したためである。その倫理観から転生機を拒んだが、子孫達のためにも生涯に渡り物資の増殖に従事したようだ。
ステイシー・スティール
モッコスと同じく外見に異形らしい部分がない人型異形の女性。責任嫌いなカラッとした性格をしており、子孫達を守るという目的に共感できずアリバタと並んで転生機を拒んだ。能力は殴る蹴るでビルをなぎ倒し地形を変え、ミサイルでも傷つかない「最強の肉体」で、不意打ちとはいえ同じく戦闘特化の幹部である日村を指二本で打ち砕いた。防御力も高く真央の作り出した武器以外では体にピアスを開けることすら叶わなかった。元々は米軍所属で真央達とは敵として戦場で出会ったが、真央の全力の攻撃を受けて人生初の傷と痛みを知って感動し、米軍では兵器扱いされていたこともあって、そのまま寝返った過去を持つ。
クラーブ
蟹をそのまま擬人化したような異形の男性。普段は魚語で喋るようでアリバタがそれを翻訳して意思疎通をしている。能力は「魚と友達」で世界中の魚と瞬時に交信することが可能。これにより人類の海上戦力を制限していた。地上が放射性物質に汚染されていく中、同胞である魚達と運命を共にすることを決め、幹部の中ではただ一人シェルターに入らず死亡した。

#### 第一世代
大戦時代の仲間のうち、幹部以外のメンバー
鬼頭
男性器のような頭部を持つ異形の男性。テロイドスの先祖。能力は巨大化で、3分くらいまでビルサイズになる。人間に対する憎しみは深いが、仲間に対しては明るく裏表のない性格。真央のことを最初にボスと呼んだ。
河堀
コウモリの翼のような耳を持つ異形の女性。あだ名はかわっち。能力は影を実体化し操ること。真央や五木とは幹部以外の仲間では特に親しかった。
斑鳩
烏賊のような頭部を持つ異形の男性。能力は皮膚の鋼鉄化。米軍精鋭部隊との戦いで戦死した。

#### 次世代
親が異形で最初から異形として生まれた者たち。外見や能力の性質は遺伝しているが強さは全く遺伝しておらず、転生機が作られる切っ掛けとなった。
鳥飼 健太（とりかい けんた）
くちばしを持つ異形の男性。日村の息子。日村からはスパルタで教育されていたが、日村が母である陽菜を殺害したことを切っ掛けに完全に決別した。以降は蘇生のために転生し記憶を失った陽菜を引き取り共に過ごしたようだ。後にその陽菜と結婚し子をもうけた。桐生を実の父として慕っており、健太の今際の言葉が、宿敵を失い絶望していた桐生を立ち直らせる切っ掛けとなった。能力は明確ではないが手を炎に変えるものだと思われる。
鳥飼 陽和（とりかい ひより）
くちばしを持つ異形の女性。健太の孫。健太の一族や飛に桐生の鼓舞を託され、また、自らも様々な事を学ぶために桐生に戦闘訓練を依頼した。為政者としても有能だったようで後に西の街の副議長にも就任している。ただし、酒癖は悪いようである。彼女の子孫は桐生の異形と同じく三つ目を持つなど桐生との関係は様々なことが推測される。能力は「手の炎化」。
モルモ
下半身が馬のような異形の女性。東の街の原型となる次世代の集団のまとめ役で実力もその中では最強だった。当初は幹部に対しても挑発的な態度を取っていたが飛によってわからせられ、以降は良き興行者・為政者として東の街をまとめたようだ。その功績から東の街の終身市長として君臨していたが流石に終身はやりすぎだったようで息子によって追い落とされた。現在の四天王であるユタは彼女の子孫にあたる。能力は「加速」だが、飛の能力には全く対応できなかった。
テロイドス
男性の性器のような頭を持つ異形の男性。次世代の集団ではモルモに次ぐ実力者として君臨していた。仲間思いだが同時に醜悪な性格で、表立って西の街の住民を差別し、最終的には集団で嬲り殺すなど行きつく所まで行ってしまった。同胞である異形を殺害した主犯として真央によって大衆の前で処刑された。能力は「筋肉の膨張」だが、真央には全く通じず素手で解体された。
ムーワ
触手の塊のような異形の男性。常にフードジャケットを着こみ素顔は見えない。楽しければいいという性格だが要領はよく、当初はテロイドスと共に西の差別を楽しんでいたが、彼が処刑されて以降は真央につき従う。減らず口でよく真央に叱られるが処刑されないラインはしっかり弁えている。後に箱庭計画の裏で独自に実験を行い自身と人間の子供であるイソメをもうける。イソメが人間とのハーフである事実が露見するとまずいため、イソメはクアドラとの間の子供ということになり、結果としてクアドラとは事実婚のような状態となってしまう。能力は触手で舐めた物の成分分析。
クアドラ
4つの目を持つ異形の女性。かつてはモルモに憧れ東にいたが、テロイドスの処刑以降は真央につき従う。直情的な性格で、煽り癖のあるムーワに対しては常に喧嘩腰であったが、イソメの成長を共に見守る中で仲は改善されていったようだ。勝手な行動をした罰でイソメの横にいれなくなったムーワに変わって実質的な親としてイソメを育てる。ただし、イソメとは別に実の子供もいたようだ。能力は「自身の皮膚の爆発」だが、自身にダメージは無く、戦闘向けで使い勝手のいい能力になっている。
オースティン
ウシ科のような角と猫のような耳をもつ異形の女性。除染が済んだ地上で初めて救出された意思疎通できる異形。その容姿から人類には慰み者にされていた過去を持つ。当初はムーワを除く救出時のメンバーのみに心を開いていたが、後に箱庭の子供達から母親のように慕われることになる。現在の四天王であるテキサスは彼女の子孫にあたる。能力は明確でないが厳密には次世代ではない彼女の戦闘力は高いようである。

#### 四天王
現代で真央につき従う異形。それぞれの異形の街からの代表者とされる。
テキサス
ウシ科のような角を持つ異形の女性。オースティンの子孫。かなり際どいファッションセンスをしているが先祖代々のものらしい。能力は「触れた無機質の変形と操作」で、主に愛用のムチとセットで用いている。しかし、ムチへの拘りは捨てたほうがいいのではと他の四天王には評価されている。
キョウトメガネン
五つの触手状の目を持つ異形の男性。藪と明日香の子孫であり、ムーワの子孫でもある。性格は褒められたものでなく、四天王でありながら島に攻めてきたモッコスの強さを見るや直ぐに寝返りテキサスを人質に取るなど碌な行動を起こさない。ただし観察眼は確かなようで四天王の能力を聞いたときに嫌味混じりとはいえ実用的な評価を下したりしている。本体は目玉であり、一つでも残っていれば生存可能。能力は「触手で刺した相手の体を奪う」。
ユタ
下半身が馬のような異形の男性。モルモの子孫。気取った言動をとるがまともな倫理観は持っている。その下半身の通り移動速度は馬と同程度らしい。彼の時代はモルモの死からは500年程経っているが彼女の肖像画はユタの代でも大事にされているようだ。能力は「電気を纏わせた物体の加速」と「自らの骨を矢として打ち出す」。
ケンタッキー
くちばしを持つ異形の男性。日村の子孫。性格が良く癖が強い四天王達の間を取り持っている。キョウトメガネンとはまた違う方向で優れた観察眼を持っており、四天王の各能力にも的確な使用法を考えていた。能力は「自らの体液の発火と操作」。

### ザイダーマ
チャン　ウーピン
ザイダーマの現国王。モッコスに魔王討伐を依頼し、部下を焼き殺されたり自身も殴打される等の屈辱を受けながらも何とかおだて上げて討伐に向かわせる。実際は魔王とモッコスをつぶし合わせ、自国の脅威を二つとも消し去るのが目的だった。ザイダーマの実情を知っていることもあって相当に荒んだ性格だが、バッカスの所業に怒りを抱いたり、望まぬ妊娠でもわが子を産んで愛したモッコスやラミーの母たちに敬意を抱くなど、人並みの情や倫理観は持ち合わせている。
エスメラルダ
ザイダーマ預言者の女性。何らかの理由でザイダーマに囚われており、自由になることを条件にザイダーマに協力している。なぜか魔王を激しく憎んでおり、モッコスと魔王が共倒れになる未来を伝えた。その正体は、小さく細長い体の姉が妹の眼の中に潜む形で一体化している異形である。姉の能力は「予知」で、妹の能力は「マーキングした対象人物の居場所と周囲の人数の感知」。
ザクラダ
ザイダーマの警察署長で眼帯を付けた中年男性。若年層には秘匿されている魔族のことも知っている。現国王であるウーピンとは幼馴染であり、彼に遠慮なく意見を言える人物。魔王への対決姿勢を強めるウーピンに危機感を抱いている。
ローワン
先代国王の息子で、ウーピンの甥。仲間想いの爽やかな性格をした好青年でラミーとは恋人同士。エスメラルダの預言を受け、古代文明の兵器を求めて仲間と共に旅に出た。ラミー以外の仲間を失いながらも辿り着いた古代遺跡で目的を果たし帰還するが、過酷な旅とラミーに起きた出来事でやつれてしまっている。
ラミー
先代勇者バッカスの娘でモッコスの妹。恋人でもあるローワンや他の仲間と共に古代兵器探索に出てていた。旅に出る前は気弱な性格だったが、帰還後は国王の前でも平然と煙草を吹かすなど人格が豹変している。過酷な旅で精神が激変したと思われたが、実際は古代遺跡のトラップによって体を乗っ取られている。闘争心も戦闘センスも皆無だが、新人類としては平均以上の素質で、ザイダーマ基準では圧倒的な魔力と身体能力の持ち主。
アゴル
サイダーマの警察官の一人で、ローワンやラミーの幼馴染。しゃくれた顎が特徴の青年。円卓飢死團に父親を殺されており、モッコスに強い憎しみを抱いているが、その妹のラミーには憎しみを向けておらず、親しく接している。
フォック
サイダーマの警察官の一人。子供の頃から周りを煽ってラミーを虐めたりするなど性根の腐った人物。円卓飢死團に殺された警官の遺族を煽ってモッコス討伐の主導権を握ろうとするが、リーパーの制裁を受けて従わされることになった。
スカーレット
旧ザイダーマの監獄村で囚人監視の責任者を務める女性。顔や足などに傷跡が目立つ。魔力量はローワンの1.3倍はあり、幹部クラスの囚人以外は軽く制圧できる実力者。
ノーマ
モッコスが率いた愚連隊「円卓飢死團」の幹部の女性でモッコスの元カノ。モッコスを熱烈に愛していて妻を自称しており、同じくモッコスを愛しているマッシュとは犬猿の仲で度々殺し合っている。殺した人間の死体を使って悪趣味なオブジェを作ることを趣味としており、モッコスからも悪い意味でイカれていると評される危険人物。魔力は新人類に及ばないが、リーパーの技を一目見ただけで模倣した他、念動で周囲の岩石や土砂で人形を形成して戦う傀儡使い（パペッティア）で高い戦闘の才能を持つ。
マッシュ
「円卓飢死團」の幹部の男で同性愛者。癇癪が止まらない性格で、些細なことで激昂して幾度も身内を殺してしまい、その度に我に返っては号泣する危険人物。かつてモッコスと戦って敗れ、そのとき自分を肯定してくれたモッコスを深く愛している。ノーマとはモッコスを巡って反発しあい、度々殺し合っている。その正体はモッコスやステイシーと同じく外見が人間にしか見えない異形で、能力は「筋肉の操作と巨大化」。素の状態でも地面へのパンチ一つで周囲が大損害を被る破壊力を持ち、能力を発動すると異常に筋肉が膨張した怪物と化して、怪力のみで凄まじい破壊力と回復力を発揮する。
ベティ
ノーマの側近の眼帯を付けた女性。円卓飢死團の中では常識的な感性の持ち主でノーマの言動には内心呆れている。一方で幼い頃に慰み者にされていたところを救われた為にノーマに強い思い入れを抱いており、どんな結末でも一蓮托生になることを望んでいる。
ウォルム
マッシュの側近で顔を覆面で覆った大柄な男。ノーマに顎を引きちぎられて喋ることが出来ない。マッシュには完全に力で従わされており、事あるごとにストレス発散で殴られて恐怖を抱いている。
バッカス
先代の勇者でモッコスとラミーの父親で故人。表向きは質実剛健な武人として振舞っていたが、実際は異常な性欲と性癖を持った強姦殺人鬼。監獄の自分専用区画に無実の女性を冤罪で収監させては強姦の末に殺しており、モッコスとラミーもそこで孕まされた母親から生まれた。幼少期のモッコスにも虐待同然の修練をしていて、当時のモッコスは期待してくれている思っていたが、実際はストレス発散のサンドバッグとしか思っておらず、裏でその想いを爆笑しながら嘲笑っていた。ウーピンをして「生涯見たクズの中でも最低のクソ野郎」と評されている。のちに王命でモッコスを粛正するも、その再生能力の前に返り討ちに遭い死亡した。

### その他の人物
サバント・ソフィア
かつて米軍の対異形特殊部隊に所属していた若き天才科学者でリーパーの恋人だった女性。エミュレータの開発者でもある。大戦を生き残った後はリーパーと共に地下シェルターに避難するものの、エミュレータの副作用で恋人の体が蝕まれていくことに苦悩する。リーパーの望みで人格をデータ化して未来で他者の肉体に移す技術を完成させるが、データ化の際にリーパー本人の肉体を殺すことになってしまう。人格データ転送後、耐え切れず自ら命を絶った。

## 用語
計算式 （呪文）
新人類と呼ばれる子供たちから発見された人類・異形共通の能力。コードと呼ばれる文言を詠唱することで脳の休眠部位を活性化させ、一時的に手から炎を出すなどの異能力を得ることができる。
どれだけ正確に唱える必要があるか、唱えてから能力を使える時間がどれだけ持続するか等は個人差がある。新人類や強い異形は最初から脳の一部が活性化しておりコードを唱えずに異能を発動することができる。種類は発火・発電・爆発・治癒・肉体強化・念動・噴霧・毒の8種類。異能力の元となる酵素は魔素、魔力と呼ばれる。
新人類
多大な魔力を持ち、コードを無詠唱で使える人類。またコードだけでなく身体能力も高く、次世代の異形では束になっても勝てない程の強さを持つ。あくまで魔力量が非常に高いだけの人間であり、異形のように特異なものを持っているわけではない。
転生機
異形の次世代を守るためにメンザが作り上げた機械。対象の肉体を分解・再構築することで任意の肉体年齢にすることができる。クローン防止の観点から脳が生きている状態でしか完全な転生（記憶を伴った転生）はできないが、死後でも早い段階で、かつ脳が無事なら記憶引き継ぎなしの転生はすることはできる。何らかの不具合が生じており、転生する度に対象者の魔力が減少してしまう。加えてその魔力の減少倍率も当初は400年で3割減程度の割合だったようだが、さらに500年経った現代の真央はその倍率以上に大きく魔力が劣化しているような描写がなされている。
MNZ02
通称メカメンザ。メンザの遺品で当時のメンザ相当の知識を持つ機械。機械のメンテナンスから文章の作成まで様々な事をこなし異形文化の土台を支える。MNZ02としてよく出てくる機体はあくまで端末であり本体は地下都市の中にある。
東の街（モルモシティ）
次世代達の中でも純血主義の者たちが住んでいる街。規模としては異形の街の中で最大でモルモの一族が代々治めている。人間文化に排他的であり人間でも使えるコードを忌み嫌っている。
西の街（ライブラリ）
人間文化を敵対視する東に対して逆に尊重した者たちの街。当初は飛が治めていたが、以降は健太の一族が治めているような描写がなされている。
地下都市（セントラル）
元シェルターであり、それぞれの異形の街の中立地帯となっている。転生機やMNZ02の本体もここに存在し、そういう点でも重要な拠点である。
箱庭自治区
放射線耐性を持つ人類の間から新たに生まれた異形たちの街。直接的に人類から生まれたということで東の街の住民からは差別されている。同時に人間文化に対しても敵対視しており西の街とも険悪な雰囲気である。オースティンの一族が代々治めているような描写がなされている。
箱庭
依然放射線汚染が解消されない欧州を征するために真央が考え出した計画。放射線耐性を持つ人々を攫い洋上の孤島に隔離、ストレスを調整し放射性耐性を持った強い異形を生み出すというもの。ここで集められた人々が後にザイダーマ王国を作り、モッコスが誕生するに至った。
異形再現武器（エミュレーター）
かつて米軍で開発された、異形の異能を司る器官と機械を融合して固有能力を再現した生体兵器。元の異形の力からは大幅に劣化しているが、それでも計算式では不可能な破壊力を有している。米軍の対異形特殊部隊では、幹部メンバーは全員専用のエミュレータを所持していた。現在はギデオンが所持する「ノクチルカ」「ゲッセマネ」「錐」「BMW（ビリーズマーベラスウェポン）」の4つが現存している。
導線
作中における魔力を持つ生物（人間・魔族問わず）が、特定の対象に意識を向けた時に対象に走らせる魔力の線。遠隔で能力を発動させるほか、視線や殺気なども導線となり集中するほど太くなる。これを感知できると相手の動きをことごとく先読みしたり、奇襲を無力化することが出来る。また自身が対象に導線を走らせないよう魔力を精密操作できれば気配を完全に消しての奇襲も可能となる。導線の感知・操作は非常に稀有な能力であり、作中で可能なのは真央とギデオンの2名のみ。

## 書誌情報
- いとまん『ドキュンサーガ』KADOKAWA 〈MFC〉、既刊5巻（2024年9月21日現在）
  1. 2021年3月23日初版発行（同日発売[2][3]）、ISBN 978-4-04-680318-4
  2. 2021年3月23日初版発行（同日発売[4]）、ISBN 978-4-04-680319-1
  3. 2021年8月20日初版発行（同日発売[5]）、ISBN 978-4-04-680462-4
  4. 2022年8月22日初版発行（同日発売[6]）、ISBN 978-4-04-681124-0
  5. 2024年9月21日配信（電子版のみ[7]）、ASIN B0DGFK6557。